# Mettius Curtius

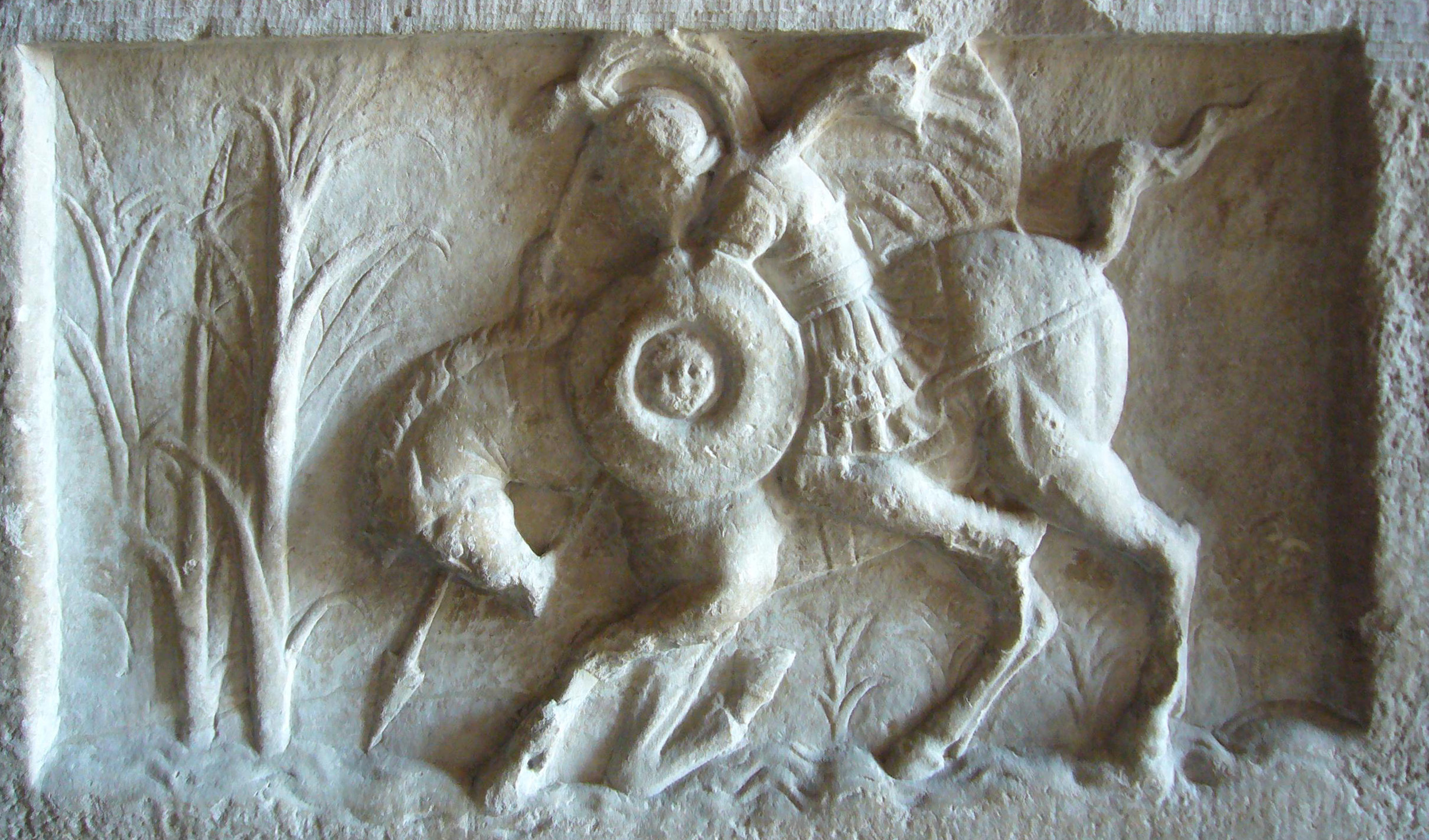
Capitole - Relief original du cheval de Mettius Curtius s'enfonçant dans la boue et donnant son nom au Lacus Curtius.

Mettius Curtius ou Mevius Curtius, ou encore Metius Curtius est un personnage semi-légendaire dans les débuts de l'histoire de Rome, commandant sabin à la suite de Titus Tatius.

## Biographie
Selon l'histoire de Tite-Live, Mettius Curtius participe à la guerre contre les Romains causée par l'enlèvement des Sabines. Après que les Romains aient contraints les Sabins de Titus Tatius à battre en retraite sur le Capitole, il défie et tue en duel le commandant romain Hostus Hostilius, compagnon de Romulus et ancêtre du futur roi de Rome, Tullus Hostilius. 
Pendant la bataille du lacus Curtius sur son cheval, il pousse trop loin devant son armée, il parvient miraculeusement à s'échapper lorsque son cheval tombe dans la boue et s'enfonce dans celle-ci. À la suite de cet événement, il donne son nom au lac : le lacus Curtius.

## Annexe